# Plectrocnemia spinigera
Plectrocnemia spinigera is een fossiele soort schietmot uit de familie Polycentropodidae.